# Courgeon
Courgeon ist eine französische Gemeinde mit 351 Einwohnern (Stand: 1. Januar 2022) im Département Orne in der Region Normandie. Sie gehört zum Arrondissement Mortagne-au-Perche und zum Kanton Mortagne-au-Perche.

## Lage
Die Gemeinde Courgeon liegt im Hügelland der Perche im Regionalen Naturpark Perche an der Chippe, einem Nebenfluss der Huisne, sechs Kilometer südöstlich von Mortagne-au-Perche. Nachbargemeinden sind Saint-Mard-de-Réno im Norden, La Chapelle-Montligeon im Osten, Corbon im Südosten, Mauves-sur-Huisne im Süden, Comblot im Südwesten, Réveillon im Westen sowie Loisail im Nordwesten.

## Bevölkerungsentwicklung
| Jahr                       | 1962 | 1968 | 1975 | 1982 | 1990 | 1999 | 2011 | 2021 |
| -------------------------- | ---- | ---- | ---- | ---- | ---- | ---- | ---- | ---- |
| Einwohner                  | 324  | 320  | 269  | 297  | 285  | 307  | 368  | 356  |
| Quellen: Cassini und INSEE |      |      |      |      |      |      |      |      |

## Sehenswürdigkeiten

Kirche Notre-Dame

- Kirche Notre-Dame
- Wasserturm